# Back to the 80's
"Back to the 80's" er en single fra Aqua, der udkom den 25. maj 2009. Det var den første single gruppen udgav i 2009, mange år efter deres karriere ellers stoppede.
Singlen er en del af opsamlingspladen Greatest Hits, der også indeholder yderligere to nye hits, samt nye versioner af flere af de gamle hits. Dette opsamlingsalbum udkom den 15. juni 2009.

## Hitlisteplaceringer
Singlen lå nummer et på den officielle danske singlehitliste siden udgivelsen, hvilket var tre uger i træk. Samtidig præsterede den det samme på den danske Airplay-liste. Også i Norge var den en succes, med en femteplads som peak.
| Liste (2009)            | Peak position |
| ----------------------- | ------------- |
| Danmarks Singlehitliste | 1             |
| Norges Singlehitliste   | 3             |
| Free Radio Top 50 Chart | 8             |
| Swedish Singlehitliste  | 29            |